# Mistrz Pokłonu Antwerpskiego
Mistrz Pokłonu Antwerpskiego – flamandzki malarz czynny w Antwerpii w latach 1505–1530 lub 1500–1520.

## Życiorys
Anonimowy artysta ściśle powiązany był z Mistrzem Pokłonu von Grootego. Przydomek nadał mu niemiecki historyk sztuki Max Jakob Friedländer, w 1915, przypisując mu autorstwo tryptyku Pokłon Trzech Króli znajdującego się w Antwerpii. Tworzył małe tryptyki o podobnej tematyce religijnej przeznaczone do prywatnych kapliczek. Na antwerpskim tryptyku odkryto monogram „G” a jedna z przedstawionych postaci jest prawdopodobnie jego autoportretem.